# Jeux des petits États d'Europe 2025
Navigation
Malte 2023 2027
Les Jeux des petits États d'Europe 2025, également connus comme les XXe Jeux des petits États d'Europe ont lieu en Andorre  du 26 au 31 mai 2025.
Andorre devait initialement accueillir les XIXe jeux mais l'édition 2021 en Andorre a été annulée en raison de la pandémie de Covid-19.

## Pays participants
9 nations différentes participent à ces Jeux. Le nombre d'athlètes d'un pays est indiqué dans les parenthèses à côté du nom des pays.
- Andorre () H
- Chypre ()
- Islande ()
- Liechtenstein ()
- Luxembourg ()
- Malte ()
- Monaco ()
- Monténégro ()
- Saint-Marin ()

## Sports
Onze sports sont au programme de ces Jeux.
| sports individuels - Athlétisme (40) - Cyclisme (détails) - Cyclisme sur route (4) - VTT (2) - Gymnastique - Gymnastique artistique (12) - Gymnastique rythmique (2) | - Judo () - Karaté () - Natation (20) - Natation artistique (2) - Tennis - Tennis de table - Tir | sports collectifs - Basket-ball - Basket-ball 3x3 - Rugby à sept - Volley-ball - Beach-volley |

## Tableau des médailles
Légende
- Pays hôte

| Rang | Nation        | Or  | Argent | Bronze | Total |
| ---- | ------------- | --- | ------ | ------ | ----- |
| 1    | Chypre        | 36  | 30     | 42     | 108   |
| 2    | Luxembourg    | 32  | 27     | 27     | 86    |
| 3    | Islande       | 26  | 22     | 27     | 75    |
| 4    | Monaco        | 16  | 13     | 15     | 44    |
| 5    | Malte         | 13  | 24     | 18     | 55    |
| 6    | Andorre       | 13  | 11     | 14     | 38    |
| 7    | Monténégro    | 12  | 13     | 11     | 36    |
| 8    | Saint-Marin   | 8   | 10     | 13     | 31    |
| 9    | Liechtenstein | 4   | 6      | 8      | 18    |
|      | Total         | 160 | 156    | 175    | 491   |